# 亀入町
亀入町（かめいりちょう）は、愛知県名古屋市西区の地名。名古屋市中央卸売市場枇杷島市場の敷地の一部であった。

## 歴史

### 町名・町界の変遷
- 1934年（昭和9年）1月15日 - 西区栄生町の一部により、同区亀入町が成立[4]。
- 1941年（昭和16年）1月15日 - 一部が西区八坂町に編入される[5]。
- 1987年（昭和62年）10月12日 - 道路上の一部を除いて、大部分が西区枇杷島一丁目の一部となる[6]。
- 1994年（平成6年）2月14日 - 全域が名西一丁目の一部となる[7]。